# Casa al carrer d'Espolla, 2 (Cabanes)
Casa al carrer d'Espolla, 2 és un habitatge del municipi de Cabanes (Alt Empordà) inclòs en l'Inventari del Patrimoni Arquitectònic de Catalunya.

## Descripció
Situada dins del nucli urbà de la població de Cabanes, al bell mig del terme, formant cantonada entre el carrer d'Espolla i les places de l'Església i de l'Ajuntament. Es troba adossada a l'antiga capella de Sant Sebastià.
Edifici cantoner de planta rectangular format per dos cossos adossats, el principal orientat a la plaça de l'Església i el posterior a la de l'Ajuntament. L'edifici principal, format per tres crugies, presenta la coberta de teula de dues vessants i està distribuït en planta baixa i tres pisos, mentre que el cos posterior té la coberta plana i consta de dues plantes. La façana principal presenta, a la planta baixa, tres senzills portals rectangulars d'accés a l'interior. Al primer pis hi ha dos balcons exempts, amb les llosanes semicirculars i les baranes de ferro treballat. Una motllura bastida amb maons emmarca la part superior de les obertures a manera de timpans semicirculars, tot i que el de l'extrem sud no emmarca cap obertura. Als pisos superiors les obertures són rectangulars i presenten l'emmarcament d'obra motllurat. A la segona planta hi ha dos balcons exempts, mentre que a l'últim pis es localitzen dues finestres balconeres. La façana orientada a la plaça de l'Ajuntament presenta, a la planta baixa, dos arcs de mig punt amb l'emmarcament arrebossat que donen accés als dos portals d'accés a l'interior. Aquest espai interior presenta dos sistemes diferents de coberta, un sostre embigat i una volta rebaixada bastida amb maó pla. La resta d'obertures de la façana són rectangulars i amb els emmarcaments d'obra.
La construcció està arrebossada i pintada.